# Finnforsträsket
Finnforsträsket är en sjö i Skellefteå kommun i Västerbotten och ingår i Skellefteälvens huvudavrinningsområde. Sjön har en area på 0,476 kvadratkilometer och ligger 202 meter över havet. Sjön avvattnas av vattendraget Finnforsån.

## Delavrinningsområde
Finnforsträsket ingår i det delavrinningsområde (719159-171255) som SMHI kallar för Ovan Kroktjärnsbäcken. Medelhöjden är 229 meter över havet och ytan är 13,32 kvadratkilometer. Det finns inga avrinningsområden uppströms utan avrinningsområdet är högsta punkten. Finnforsån som avvattnar avrinningsområdet har biflödesordning 2, vilket innebär att vattnet flödar genom totalt 2 vattendrag innan det når havet efter 50 kilometer. Avrinningsområdet består mestadels av skog (75 procent). Avrinningsområdet har 0,47 kvadratkilometer vattenytor vilket ger det en sjöprocent på 3,5 procent.